# 1944 год в истории метрополитена
В этой статье перечисляются основные  события из истории метрополитенов в 1944 году. Полужирным шрифтом выделены открытия новых транспортных систем.

## События
- 18 января — открыты три новые станции Арбатско-Покровской линии Московского метрополитена: «Бауманская», «Сталинская» (ныне «Семёновская») и «Измайловская» (ныне «Партизанская»).
- 15 мая — на действующем перегоне «Бауманская» — «Сталинская» открыта 29-я станция Московского метрополитена «Электрозаводская».